# Aston Martin AMR23
Aston Martin AMR23 byl závodní vůz Formule 1 navržený a vyvinutý týmem Aston Martin F1, který se v sezóně 2023 účastnil mistrovství světa Formule 1. Byl to třetí vůz Formule 1 pod názvem Aston Martin v 21. století a řídili ho Lance Stroll a Fernando Alonso. Rezervní jezdec týmu Felipe Drugovich dočasně nahradil Strolla na všechny tři dny předsezónního testování v Bahrajnu poté, co měl nehodu na kole, která ho donutila z testování odstoupit.

## Design a vývoj
Dne 16. prosince 2022 tým Aston Martin oznámil, že 13. února 2023 odhalí vůz AMR23, čímž se stal prvním konstruktérem, který oznámil datum svého představení vozu.

## Shrnutí sezóny
Vůz AMR23 se okamžitě ukázal jako mnohem konkurenceschopnější než jeho předchůdce, protože tým Aston Martin dokázal získat 23 bodů z úvodním kole sezóny v Bahrajnu, přičemž Fernando Alonso dosáhl pro tým druhého umístění na stupních vítězů, když skončil na třetím místě a Lance Stroll skončil na šestém místě, přestože se oba týmoví kolegové srazili ve čtvrté zatáčce v prvním kole. V závěrečné fázi závodu jel Alonso na šestém místě, ale na trati dokázal předjet Lewise Hamiltona a Carlose Sainze Jr. a v kombinaci s odstoupením Charlese Leclerca ve 41. kole se Alonsovi podařilo zajistit si třetí místo. Následující závod v Saúdské Arábii znamenal pro Aston Martin první nedojetí v sezóně, když Lance Stroll odstoupil v 16. kole kvůli problémům s motorem; nicméně Alonso, který si předtím odpykal trest za špatné zařazení se na startovním roštu po zaváděcím kole, zůstal konkurenceschopný a umístil se opět na třetím místě za vozy Red Bulllu Maxe Verstappena a Sergia Péreze a postavil se na 100. pódium ve své kariéře ve Formuli 1. Stal se tak šestým jezdcem v historii tohoto sportu, kterému se to podařilo.
Jak sezóna pokračovala, tak auta dostávala nová vylepšení, ale výkonnost týmu stagnovala. Alonso dosáhl na pódium v těžkých podmínkách při Grand Prix Nizozemska. V Singapuru se ocitl mimo body, když závod dokončil na patnáctém místě s nejnižším umístěním v sezóně, protože po incidentu v prvním kole přejel úlomky a v důsledku toho se stalo auto neřiditelné. Mezitím jeho týmový kolega Stroll do závodu v Singapuru nenastoupil kvůli jeho vážné havárii v kvalifikaci. Po Grand Prix Japonska se tým propadl na čtvrté místo v poháru konstruktérů za Mercedes a Ferrari. Navzdory propadu výkonnosti v pozdější fázi sezóny dokázal Alonso v Brazílii získat třetí místo po těsném souboji v posledním kole, když předjel Peréze a získal tak cenu od FIA za akci roku. Na konci sezóny skončil tým pátý v poháru konstruktérů, 22 bodů za McLarenem. Alonso skončil na čtvrtém místě v poháru jezdců s 206 body a 8 umístěními na stupních vítězů. To znamenalo jeho nejvyšší umístění v šampionátu od sezóny 2013. Stroll skončil desátý v šampionátu jezdců se 74 body, což je jeho nejlepší umístění v sezóně.

## Kompletní výsledky ve Formuli 1
| Legenda k tabulce | Legenda k tabulce                                                                       |
| Barva             | Výsledek                                                                                |
| ----------------- | --------------------------------------------------------------------------------------- |
| Zlatá             | Vítěz                                                                                   |
| Stříbrná          | 2. místo                                                                                |
| Bronzová          | 3. místo                                                                                |
| Zelená            | Bodované umístění                                                                       |
| Modrá             | Nebodované umístění                                                                     |
| Modrá             | Dokončil neklasifikován (NC)                                                            |
| Fialová           | Odstoupil (Ret)                                                                         |
| Červená           | Nekvalifikoval se (DNQ)                                                                 |
| Červená           | Nepředkvalifikoval se (DNPQ)                                                            |
| Černá             | Diskvalifikován (DSQ)                                                                   |
| Bílá              | Nestartoval (DNS)                                                                       |
| Bílá              | Závod zrušen (C)                                                                        |
| Světle modrá      | Pouze trénoval (PO)                                                                     |
| Světle modrá      | Páteční testovací jezdec (TD)                                                           |
| Bez barvy         | Netrénoval (DNP)                                                                        |
| Bez barvy         | Vyřazen (EX)                                                                            |
| Bez barvy         | Nepřijel (DNA)                                                                          |
| Bez barvy         | Odvolal účast (WD)                                                                      |
| Bez barvy         | Nezúčastnil se (prázdné)                                                                |
| Označení          | Význam                                                                                  |
| Tučnost           | Pole position                                                                           |
| Kurzíva           | Nejrychlejší kolo                                                                       |
| †                 | Jezdec nedojel do cíle, ale byl klasifikován, protože odjel více než 90 % délky závodu. |
| ‡                 | Byl udělován poloviční počet bodů, protože bylo odjeto méně než 75 % délky závodu.      |
| Horní index       | Umístění bodujících jezdců ve sprintu                                                   |

| Rok    | Tým                                   | Motor               | Pneumatiky | Jezdci          | 1   | 2   | 3   | 4   | 5   | 6   | 7   | 8   | 9   | 10  | 11  | 12  | 13  | 14  | 15  | 16  | 17  | 18  | 19  | 20  | 21  | 22  | Body | Umístění |
| ------ | ------------------------------------- | ------------------- | ---------- | --------------- | --- | --- | --- | --- | --- | --- | --- | --- | --- | --- | --- | --- | --- | --- | --- | --- | --- | --- | --- | --- | --- | --- | ---- | -------- |
| 2023   | Aston Martin Aramco Cognizant F1 Team | Mercedes-AMG F1 M14 | P          |                 | BHR | SAU | AUS | AZE | MIA | MON | ESP | CAN | AUT | GBR | HUN | BEL | NED | ITA | SIN | JPN | QAT | USA | MXC | SAP | LVG | ABU | 280  | 5. místo |
| 2023   | Aston Martin Aramco Cognizant F1 Team | Mercedes-AMG F1 M14 | P          | Fernando Alonso | 3   | 3   | 3   | 46  | 3   | 2   | 7   | 2   | 56  | 7   | 9   | 5   | 2   | 9   | 15  | 8   | 68  | Ret | Ret | 3   | 9   | 7   | 280  | 5. místo |
| 2023   | Aston Martin Aramco Cognizant F1 Team | Mercedes-AMG F1 M14 | P          | Lance Stroll    | 6   | Ret | 4   | 78  | 12  | Ret | 6   | 9   | 94  | 14  | 10  | 9   | 11  | 16  | WD  | Ret | 11  | 7   | 17† | 5   | 5   | 10  | 280  | 5. místo |
| Zdroj: |                                       |                     |            |                 |     |     |     |     |     |     |     |     |     |     |     |     |     |     |     |     |     |     |     |     |     |     |      |          |